# Чёрное (озеро, Мошенской район)
Чёрное — озеро в России, расположено на территории Мошенского района Новгородской области. Площадь поверхности озера — 5,7 км². Площадь его водосборного бассейна — 86 км².
Озеро вытянуто с северо-запада на юго-восток, в юго-западной части имеется крупный залив. Лежит на высоте 171,2 метра над уровнем моря. С севера, запада и юга окружено болотами глубиной свыше 2 метров. На северо-восточном берегу расположена деревня Брызгово. С запада к приозёрным болотам примыкает деревня Балашово, с юго-запада — Вяльцево.
Через озеро протекает река Чёрная, впадающая в северную оконечность и вытекающая из юго-восточной. Также с востока в Чёрное впадают ручьи, вытекающие из озёр Белое и Соминец.
Акватория озера и прилегающие земли входят в состав заказника «Редровский». Здесь отмечено гнездование чернозобой гагары, большого крохаля, скопы, большого и малого подорликов, дербника, кобчика, среднерусской белой куропатки, большого кроншнепа, большого веретенника, бородатой неясыти, седого дятла, обыкновенного серого сорокопута; обитает северный кожанок. У озера отмечена популяции редких мхов варнсторфии стройной, скорпидия скорпионовидного.